# Phase finale de la Ligue Europa 2019-2020
Navigation
Phase de groupes Finale
La phase finale de l'édition 2019-2020 de la Ligue Europa démarre le 20 février 2020 avec la phase aller des seizièmes de finale et devait initialement se terminer le 27 mai 2020 avec la finale au Stade Energa de Gdańsk afin de décider du vainqueur de la compétition.
Un total de trente-deux équipes y prend part.

## Calendrier
Tous les tirages au sort ont lieu au quartier général de l'UEFA à Nyon en Suisse.
| Phase                                                  | Tirage au sort                | Date aller                    | Date retour                   | Équipes participantes |
| ------------------------------------------------------ | ----------------------------- | ----------------------------- | ----------------------------- | --------------------- |
| Seizièmes de finale                                    | 16 décembre 2019              | 20 février 2020               | 27 février 2020               | 32 (24 + 8)           |
| Huitièmes de finale                                    | 28 février 2020               | 12 mars 2020                  | 19 mars 2020                  | 16                    |
| Quarts de finale                                       | 20 mars 2020                  | 9 avril 2020                  | 16 avril 2020                 | 8                     |
| Demi-finales                                           | 20 mars 2020                  | 30 avril 2020                 | 7 mai 2020                    | 4                     |
| Finale                                                 | mercredi 27 mai 2020 à Gdańsk | mercredi 27 mai 2020 à Gdańsk | mercredi 27 mai 2020 à Gdańsk | 2                     |
| en italique : clubs repêchés de la Ligue des champions |                               |                               |                               |                       |

Certains matchs peuvent également être joués le mardi ou le mercredi en cas de conflit organisationnel.

## Format
La phase finale concerne trente-deux équipes : vingt-quatre d'entre elles s'étant qualifiées en tant que 1ers ou 2es de chacun des douze groupes lors de la phase de groupes, et les huit autres étant les 3es des groupes de la Ligue des champions.
Lors de la phase finale, chaque confrontation, à l'exception de la finale, se joue sur deux matchs, chaque équipe jouant un match à domicile et à l'extérieur. L'équipe ayant marqué le plus de buts à l'agrégat avance à la phase suivante. Si les deux équipes sont à égalité, la règle des buts marqués à l'extérieur s'applique (l'équipe ayant marqué le plus de buts à l'extérieur sur les deux matchs est qualifiée). Si les buts marqués à l'extérieur ne permettent de départager les deux équipes, trente minutes de prolongations s'ensuivent. La règle des buts marqués à l'extérieur s'applique également lors de cette phase si d'autres buts sont marqués. Si aucun autre but n'est marqué durant les prolongations, le vainqueur est décidé aux tirs au but. Lors de la finale, qui n'est jouée que sur un seul match, si les deux équipes sont à égalité à l'issue du temps réglementaire, les prolongations sont jouées, suivies par les tirs au but si les deux équipes n'ont pu se départager.
La mécanique des tirages au sort pour chaque phase est la suivante :
- Lors du tirage au sort des seizièmes de finale, les douze 1ers des groupes et les meilleurs 3es de la phase de groupe de la Ligue des champions sont têtes de série, les douze 2es et les autres 3es de la Ligue des champions ne sont donc pas têtes de série. Les têtes de série sont opposées aux non-têtes de série, les têtes de série jouant forcément le match retour à l'extérieur. Les équipes du même groupe ou de la même associations ne peuvent être opposées lors de cette phase.
- Lors du tirage au sort des huitièmes de finale, il n'y a pas de tête de série, et les équipes du même groupe ou de la même association ne peuvent être opposées lors de cette phase.

Le 17 juillet 2014, le Panel d'urgence de l’UEFA décide que les clubs ukrainiens et russes ne peuvent être tirés ensemble « jusqu'à nouvel ordre » en raison de la guerre russo-ukrainienne. De ce fait, les clubs ukrainiens et russes ne peuvent être opposés lors d'aucune phase, à l'exception de la finale.

## Équipes qualifiées
| Groupe | 1er de groupe - Tête de série | 2e de groupe - Non-tête de série |
| ------ | ----------------------------- | -------------------------------- |
| A      | Séville FC                    | APOEL Nicosie                    |
| B      | Malmö FF                      | FC Copenhague                    |
| C      | FC Bâle                       | Getafe CF                        |
| D      | LASK                          | Sporting CP                      |
| E      | Celtic FC                     | CFR Cluj                         |
| F      | Arsenal FC                    | Eintracht Francfort              |
| G      | FC Porto                      | Rangers FC                       |
| H      | Espanyol de Barcelone         | Ludogorets Razgrad               |
| I      | La Gantoise                   | VfL Wolfsbourg                   |
| J      | İstanbul Başakşehir           | AS Rome                          |
| K      | SC Braga                      | Wolverhampton Wanderers          |
| L      | Manchester United             | AZ Alkmaar                       |

Classement des troisièmes de poules en Ligue des champions.
 
Les quatre meilleurs repêchés de Ligue des champions sont têtes de série (en jaune foncé).
| Rang | Équipe                      | Pts | J | G | N | P | Bp | Bc | Diff |
| ---- | --------------------------- | --- | - | - | - | - | -- | -- | ---- |
| 1    | Ajax Amsterdam (Grp. H)     | 10  | 6 | 3 | 1 | 2 | 12 | 6  | +6   |
| 2    | Red Bull Salzbourg (Grp. E) | 7   | 6 | 2 | 1 | 3 | 16 | 13 | +3   |
| 3    | Inter Milan (Grp. F)        | 7   | 6 | 2 | 1 | 3 | 10 | 9  | +1   |
| 4    | Benfica Lisbonne (Grp. G)   | 7   | 6 | 2 | 1 | 3 | 10 | 11 | -1   |
| 5    | Bayer Leverkusen (Grp. D)   | 6   | 6 | 2 | 0 | 4 | 5  | 9  | -4   |
| 6    | Chakhtar Donetsk (Grp. C)   | 6   | 6 | 1 | 3 | 2 | 8  | 13 | -5   |
| 7    | Olympiakos (Grp. B)         | 4   | 6 | 1 | 1 | 4 | 8  | 14 | -6   |
| 8    | Club Bruges (Grp. A)        | 3   | 6 | 0 | 3 | 3 | 4  | 12 | -8   |

## Seizièmes de finale
Le tirage au sort des seizièmes de finale a lieu le 16 décembre 2019. Les matchs aller seront joués le 20 février et les matchs retour les 26, 27 et 28 février 2020.
| Équipe                  | Aller | Total  | Retour  | Équipe                |
| ----------------------- | ----- | ------ | ------- | --------------------- |
| Wolverhampton Wanderers | 4 - 0 | 6 - 3  | 2 - 3   | Espanyol de Barcelone |
| Sporting CP             | 3 - 1 | 4 - 5  | 1 - 4ap | Istanbul Başakşehir   |
| Getafe CF               | 2 - 0 | 3 - 2  | 1 - 2   | Ajax Amsterdam        |
| Bayer Leverkusen        | 2 - 1 | 5 - 2  | 3 - 1   | FC Porto              |
| FC Copenhague           | 1 - 1 | 4 - 2  | 3 - 1   | Celtic FC             |
| APOEL Nicosie           | 0 - 3 | 0 - 4  | 0 - 1   | FC Bâle               |
| CFR Cluj                | 1 - 1 | 1 - 1E | 0 - 0   | Séville FC            |
| Olympiakos              | 0 - 1 | 2E - 2 | 2 - 1ap | Arsenal FC            |
| AZ Alkmaar              | 1 - 1 | 1 - 3  | 0 - 2   | LASK                  |
| Club Bruges             | 1 - 1 | 1 - 6  | 0 - 5   | Manchester United     |
| Ludogorets Razgrad      | 0 - 2 | 1 - 4  | 1 - 2   | Inter Milan           |
| Eintracht Francfort     | 4 - 1 | 6 - 3  | 2 - 2   | Red Bull Salzbourg    |
| Chakhtar Donetsk        | 2 - 1 | 5 - 4  | 3 - 3   | Benfica Lisbonne      |
| VfL Wolfsbourg          | 2 - 1 | 5 - 1  | 3 - 0   | Malmö FF              |
| AS Rome                 | 1 - 0 | 2 - 1  | 1 - 1   | La Gantoise           |
| Rangers FC              | 3 - 2 | 4 - 2  | 1 - 0   | SC Braga              |

| 20 février 2020 | Wolverhampton Wanderers      | 4 - 0   | Espanyol de Barcelone                   | Molineux Stadium, Wolverhampton                                                 |                                                                                 |
| 21h00 CET       | Jota 15e 67e 81e · Neves 52e | (0 - 0) |                                         | Spectateurs : 30 435 Arbitrage : Tobias Stieler Arbitre vidéo : Bastian Dankert | Spectateurs : 30 435 Arbitrage : Tobias Stieler Arbitre vidéo : Bastian Dankert |
| 21h00 CET       | Moutinho 44e                 | Rapport | 43e Iturraspe · 67e Gómez · 78e Sánchez | Spectateurs : 30 435 Arbitrage : Tobias Stieler Arbitre vidéo : Bastian Dankert | Spectateurs : 30 435 Arbitrage : Tobias Stieler Arbitre vidéo : Bastian Dankert |

| 27 février 2020 | Espanyol de Barcelone                  | 3 - 2   | Wolverhampton Wanderers                  | RCDE Stadium, Barcelone                                                   |                                                                           |
| 18h55 CET       | Calleri 16e 57e (pen.) 90+1e           | (1 - 1) | 22e Traoré · 79e Doherty                 | Spectateurs : 14 525 Arbitrage : Marco Guida Arbitre vidéo : Paolo Valeri | Spectateurs : 14 525 Arbitrage : Marco Guida Arbitre vidéo : Paolo Valeri |
| 18h55 CET       | Sánchez 40e · Vargas 66e · Calleri 66e | Rapport | 6e Traoré · 57e Kilman · 63e Gibbs-White | Spectateurs : 14 525 Arbitrage : Marco Guida Arbitre vidéo : Paolo Valeri | Spectateurs : 14 525 Arbitrage : Marco Guida Arbitre vidéo : Paolo Valeri |

| 20 février 2020 | Sporting CP                         | 3 - 1   | Istanbul Başakşehir          | Estádio José Alvalade XXI, Lisbonne                                            |                                                                                |
| 18h55 CET       | Coates 3e · Šporar 44e · Vietto 51e | (2 - 0) | 77e (pen.) Višća             | Spectateurs : 27 392 Arbitrage : Anthony Taylor Arbitre vidéo : Stuart Attwell | Spectateurs : 27 392 Arbitrage : Anthony Taylor Arbitre vidéo : Stuart Attwell |
| 18h55 CET       | Neto 75e                            | Rapport | 57e Crivelli · 79e Rodrigues | Spectateurs : 27 392 Arbitrage : Anthony Taylor Arbitre vidéo : Stuart Attwell | Spectateurs : 27 392 Arbitrage : Anthony Taylor Arbitre vidéo : Stuart Attwell |

| 27 février 2020 | Istanbul Başakşehir                                   | 4 - 1 a. p.           | Sporting CP             | Stade Fatih-Terim de Başakşehir, Istanbul                                               |                                                                                         |
| 18h55 CET       | Škrtel 31e · Aleksić 45e · Višća 90+2e 118e (pen.)    | (2 - 0, 3 - 1, 3 - 1) | 68e Vietto              | Spectateurs : 5 892 Arbitrage : Antonio Mateu Lahoz Arbitre vidéo : Alejandro Hernández | Spectateurs : 5 892 Arbitrage : Antonio Mateu Lahoz Arbitre vidéo : Alejandro Hernández |
| 18h55 CET       | Aleksić 37e · Clichy 71e · Epureanu 74e · Kahveci 81e | Rapport               | 34e Wendel · 42e Vietto | Spectateurs : 5 892 Arbitrage : Antonio Mateu Lahoz Arbitre vidéo : Alejandro Hernández | Spectateurs : 5 892 Arbitrage : Antonio Mateu Lahoz Arbitre vidéo : Alejandro Hernández |

| 20 février 2020 | Getafe CF                            | 2 - 0   | Ajax Amsterdam                           | Coliseum Alfonso Pérez, Getafe                                              |                                                                             |
| 18h55 CET       | Deyverson 38e · Kenedy 90+3e         | (1 - 0) |                                          | Spectateurs : 14 039 Arbitrage : Ruddy Buquet Arbitre vidéo : Benoît Millot | Spectateurs : 14 039 Arbitrage : Ruddy Buquet Arbitre vidéo : Benoît Millot |
| 18h55 CET       | Dakonam 44e · Nyom 55e · Olivera 57e | Rapport | 36e Álvarez · 54e Tagliafico · 55e Babel | Spectateurs : 14 039 Arbitrage : Ruddy Buquet Arbitre vidéo : Benoît Millot | Spectateurs : 14 039 Arbitrage : Ruddy Buquet Arbitre vidéo : Benoît Millot |

| 27 février 2020 | Ajax Amsterdam                                                         | 2 - 1   | Getafe CF                                                         | Johan Cruyff Arena, Amsterdam                                                    |                                                                                  |
| 21h00 CET       | Danilo 10e · Oliveira 63e (csc)                                        | (1 - 1) | 5e Mata                                                           | Spectateurs : 51 487 Arbitrage : Tasos Sidiropoulos Arbitre vidéo : Felix Zwayer | Spectateurs : 51 487 Arbitrage : Tasos Sidiropoulos Arbitre vidéo : Felix Zwayer |
| 21h00 CET       | Danilo 11e · Blind 67e · Martínez 76e · Eiting 90+3e · Huntelaar 90+8e | Rapport | 11e Soria · 28e Arambarri · 41e Nyom · 45+2e Mata · 90+8e Etxeita | Spectateurs : 51 487 Arbitrage : Tasos Sidiropoulos Arbitre vidéo : Felix Zwayer | Spectateurs : 51 487 Arbitrage : Tasos Sidiropoulos Arbitre vidéo : Felix Zwayer |

| 20 février 2020 | Bayer Leverkusen                | 2 - 1   | FC Porto                                            | BayArena, Leverkusen                                                          |                                                                               |
| 21h00 CET       | Alario 29e · Havertz 57e (pen.) | (1 - 0) | 73e Díaz                                            | Spectateurs : 26 839 Arbitrage : Slavko Vinčić Arbitre vidéo : Pol van Boekel | Spectateurs : 26 839 Arbitrage : Slavko Vinčić Arbitre vidéo : Pol van Boekel |
| 21h00 CET       | Demirbay 66e                    | Rapport | 25e Corona · 53e Manafá · 58e Uribe · 90+2e Marcano | Spectateurs : 26 839 Arbitrage : Slavko Vinčić Arbitre vidéo : Pol van Boekel | Spectateurs : 26 839 Arbitrage : Slavko Vinčić Arbitre vidéo : Pol van Boekel |

| 27 février 2020 | FC Porto                                                                                    | 1 - 3   | Bayer Leverkusen                                   | Stade du Dragon, Porto                                                        |                                                                               |
| 18h55 CET       | Marega 65e                                                                                  | (0 - 1) | 10e Alario · 50e Demirbay · 58e Havertz            | Spectateurs : 30 292 Arbitrage : István Kovács Arbitre vidéo : Marco Di Bello | Spectateurs : 30 292 Arbitrage : István Kovács Arbitre vidéo : Marco Di Bello |
| 18h55 CET       | Zé Luís 33e · Oliveira 36e · Uribe 42e · Marcano 54e · Nakajima 76e · Pepe 82e · Soares 85e | Rapport | 43e Bender · 67e Demirbay · 69e Weiser · 82e Amiri | Spectateurs : 30 292 Arbitrage : István Kovács Arbitre vidéo : Marco Di Bello | Spectateurs : 30 292 Arbitrage : István Kovács Arbitre vidéo : Marco Di Bello |

| 20 février 2020 | FC Copenhague | 1 - 1   | Celtic FC                             | Parken Stadium, Copenhague                                                     |                                                                                |
| 18h55 CET       | N'Doye 52e    | (0 - 1) | 14e Édouard                           | Spectateurs : 34 346 Arbitrage : Sergei Karasev Arbitre vidéo : Vitali Meshkov | Spectateurs : 34 346 Arbitrage : Sergei Karasev Arbitre vidéo : Vitali Meshkov |
| 18h55 CET       | Oviedo 49e    | Rapport | 68e Brown · 78e Christie · 83e Bitton | Spectateurs : 34 346 Arbitrage : Sergei Karasev Arbitre vidéo : Vitali Meshkov | Spectateurs : 34 346 Arbitrage : Sergei Karasev Arbitre vidéo : Vitali Meshkov |

| 27 février 2020 | Celtic FC          | 1 - 3   | FC Copenhague                      | Celtic Park, Glasgow                                                             |                                                                                  |
| 21h00 CET       | Édouard 82e (pen.) | (0 - 0) | 51e Santos · 85e Biel · 88e N'Doye | Spectateurs : 56 172 Arbitrage : Artur Soares Dias Arbitre vidéo : Tiago Martins | Spectateurs : 56 172 Arbitrage : Artur Soares Dias Arbitre vidéo : Tiago Martins |
| 21h00 CET       | Ajer 16e           | Rapport | 82e Sigurðsson                     | Spectateurs : 56 172 Arbitrage : Artur Soares Dias Arbitre vidéo : Tiago Martins | Spectateurs : 56 172 Arbitrage : Artur Soares Dias Arbitre vidéo : Tiago Martins |

| 20 février 2020 | APOEL Nicosie                         | 0 - 3   | FC Bâle                                 | Stade GSP, Nicosie                                                          |                                                                             |
| 21h00 CET       |                                       | (0 - 1) | 16e Petretta · 53e Stocker · 66e Arthur | Spectateurs : 8 191 Arbitrage : Orel Grinfeld Arbitre vidéo : João Pinheiro | Spectateurs : 8 191 Arbitrage : Orel Grinfeld Arbitre vidéo : João Pinheiro |
| 21h00 CET       | Pavlović 28e · Matić 73e · Jensen 53e | Rapport | 62e Alderete · 73e Stocker              | Spectateurs : 8 191 Arbitrage : Orel Grinfeld Arbitre vidéo : João Pinheiro | Spectateurs : 8 191 Arbitrage : Orel Grinfeld Arbitre vidéo : João Pinheiro |

| 27 février 2020 | FC Bâle         | 1 - 0   | APOEL Nicosie                                                     | Parc Saint-Jacques, Bâle                                                  |                                                                           |
| 18h55 CET       | Frei 38e (pen.) | (1 - 0) |                                                                   | Spectateurs : 14 428 Arbitrage : Pavel Královec Arbitre vidéo : Paweł Gil | Spectateurs : 14 428 Arbitrage : Pavel Královec Arbitre vidéo : Paweł Gil |
| 18h55 CET       | Isufi 81e       | Rapport | 22e Matić · 55e Jensen · 63e Efrem · 76e Vouros · 86e De Vincenti | Spectateurs : 14 428 Arbitrage : Pavel Královec Arbitre vidéo : Paweł Gil | Spectateurs : 14 428 Arbitrage : Pavel Královec Arbitre vidéo : Paweł Gil |

| 20 février 2020 | CFR Cluj        | 1 - 1   | Séville FC                  | Stade Docteur-Constantin-Rădulescu, Cluj-Napoca                               |                                                                               |
| 18h55 CET       | Deac 59e (pen.) | (0 - 0) | 82e En-Nesyri               | Spectateurs : 14 820 Arbitrage : Deniz Aytekin Arbitre vidéo : Daniel Siebert | Spectateurs : 14 820 Arbitrage : Deniz Aytekin Arbitre vidéo : Daniel Siebert |
| 18h55 CET       |                 | Rapport | 44e Fernando · 68e Reguilón | Spectateurs : 14 820 Arbitrage : Deniz Aytekin Arbitre vidéo : Daniel Siebert | Spectateurs : 14 820 Arbitrage : Deniz Aytekin Arbitre vidéo : Daniel Siebert |

| 27 février 2020 | Séville FC                               | 0 - 0   | CFR Cluj                                                  | Stade Ramón-Sánchez-Pizjuán, Séville                                             |                                                                                  |
| 21h00 CET       |                                          | (0 - 0) |                                                           | Spectateurs : 31 338 Arbitrage : Andris Treimanis Arbitre vidéo : Stuart Attwell | Spectateurs : 31 338 Arbitrage : Andris Treimanis Arbitre vidéo : Stuart Attwell |
| 21h00 CET       | Navas 44e · Ocampos 90+2e · Nolito 90+3e | Rapport | 59e Deac · 73e Djokovic · 74e, 90+1e Bordeianu · 85e Boli | Spectateurs : 31 338 Arbitrage : Andris Treimanis Arbitre vidéo : Stuart Attwell | Spectateurs : 31 338 Arbitrage : Andris Treimanis Arbitre vidéo : Stuart Attwell |

| 20 février 2020 | Olympiakos                                  | 0 - 1   | Arsenal FC              | Stade Karaïskakis, Le Pirée                                                    |                                                                                |
| 21h00 CET       |                                             | (0 - 0) | 81e Lacazette           | Spectateurs : 31 456 Arbitrage : Felix Zwayer Arbitre vidéo : Sascha Stegemann | Spectateurs : 31 456 Arbitrage : Felix Zwayer Arbitre vidéo : Sascha Stegemann |
| 21h00 CET       | El-Arabi 19e · Semedo 26e · Bouchalakis 50e | Rapport | 71e Mustafi · 83e Xhaka | Spectateurs : 31 456 Arbitrage : Felix Zwayer Arbitre vidéo : Sascha Stegemann | Spectateurs : 31 456 Arbitrage : Felix Zwayer Arbitre vidéo : Sascha Stegemann |

| 27 février 2020 | Arsenal FC      | 1 - 2                 | Olympiakos                | Emirates Stadium, Londres                                                    |                                                                              |
| 21h00 CET       | Aubameyang 113e | (0 - 0, 0 - 1, 0 - 1) | 53e Cissé · 119e El-Arabi | Spectateurs : 60 242 Arbitrage : Davide Massa Arbitre vidéo : Michael Fabbri | Spectateurs : 60 242 Arbitrage : Davide Massa Arbitre vidéo : Michael Fabbri |
| 21h00 CET       |                 | Rapport               | 21e Ba · 59e Camara       | Spectateurs : 60 242 Arbitrage : Davide Massa Arbitre vidéo : Michael Fabbri | Spectateurs : 60 242 Arbitrage : Davide Massa Arbitre vidéo : Michael Fabbri |

| 20 février 2020 | AZ Alkmaar                          | 1 - 1   | LASK                                     | Stade Cars Jeans, La Haye                                                               |                                                                                         |
| 21h00 CET       | Koopmeiners 86e (pen.)              | (0 - 1) | 26e Raguž                                | Spectateurs : 12 526 Arbitrage : Mattias Gestranius Arbitre vidéo : Alejandro Hernández | Spectateurs : 12 526 Arbitrage : Mattias Gestranius Arbitre vidéo : Alejandro Hernández |
| 21h00 CET       | Stengs 31e · Boadu 34e · de Wit 70e | Rapport | 29e Renner · 42e Filipović · 86e Holland | Spectateurs : 12 526 Arbitrage : Mattias Gestranius Arbitre vidéo : Alejandro Hernández | Spectateurs : 12 526 Arbitrage : Mattias Gestranius Arbitre vidéo : Alejandro Hernández |

| 27 février 2020 | LASK                               | 2 - 0   | AZ Alkmaar  | Linzer Stadion, Linz                                                           |                                                                                |
| 18h55 CET       | Raguž 44e (pen.) 50e               | (1 - 0) |             | Spectateurs : 12 855 Arbitrage : Srdan Jovanović Arbitre vidéo : João Pinheiro | Spectateurs : 12 855 Arbitrage : Srdan Jovanović Arbitre vidéo : João Pinheiro |
| 18h55 CET       | Wiesinger 37e, 88e · Filipović 63e | Rapport | 24e Wijndal | Spectateurs : 12 855 Arbitrage : Srdan Jovanović Arbitre vidéo : João Pinheiro | Spectateurs : 12 855 Arbitrage : Srdan Jovanović Arbitre vidéo : João Pinheiro |

| 20 février 2020 | Club Bruges                               | 1 - 1   | Manchester United | Stade Jan-Breydel, Bruges                                                     |                                                                               |
| 18h55 CET       | Dennis 15e                                | (1 - 1) | 36e Martial       | Spectateurs : 27 006 Arbitrage : Aleksei Kulbakov Arbitre vidéo : Marco Guida | Spectateurs : 27 006 Arbitrage : Aleksei Kulbakov Arbitre vidéo : Marco Guida |
| 18h55 CET       | Álvarez 39e · Vanaken 53e · Mechele 90+3e | Rapport | 69e Pereira       | Spectateurs : 27 006 Arbitrage : Aleksei Kulbakov Arbitre vidéo : Marco Guida | Spectateurs : 27 006 Arbitrage : Aleksei Kulbakov Arbitre vidéo : Marco Guida |

| 27 février 2020 | Manchester United                                                  | 5 - 0   | Club Bruges | Old Trafford, Manchester                                                          |                                                                                   |
| 21h00 CET       | Fernandes 27e (pen.) · Ighalo 34e · McTominay 41e · Fred 82e 90+3e | (3 - 0) |             | Spectateurs : 70 397 Arbitrage : Serdar Gözübüyük Arbitre vidéo : Jochem Kamphuis | Spectateurs : 70 397 Arbitrage : Serdar Gözübüyük Arbitre vidéo : Jochem Kamphuis |
| 21h00 CET       |                                                                    | Rapport | 23e Deli    | Spectateurs : 70 397 Arbitrage : Serdar Gözübüyük Arbitre vidéo : Jochem Kamphuis | Spectateurs : 70 397 Arbitrage : Serdar Gözübüyük Arbitre vidéo : Jochem Kamphuis |

| 20 février 2020 | Ludogorets Razgrad                                        | 0 - 2   | Inter Milan                       | Ludogorets Arena, Razgrad                                                                      |                                                                                                |
| 18h55 CET       |                                                           | (0 - 0) | 71e Eriksen · 90+5e (pen.) Lukaku | Spectateurs : 10 024 Arbitrage : Carlos del Cerro Grande Arbitre vidéo : Juan Martínez Manuera | Spectateurs : 10 024 Arbitrage : Carlos del Cerro Grande Arbitre vidéo : Juan Martínez Manuera |
| 18h55 CET       | Grigore 43e · Wanderson 61e · Tchibota 85e · Anicet 90+4e | Rapport | 22e Martínez                      | Spectateurs : 10 024 Arbitrage : Carlos del Cerro Grande Arbitre vidéo : Juan Martínez Manuera | Spectateurs : 10 024 Arbitrage : Carlos del Cerro Grande Arbitre vidéo : Juan Martínez Manuera |

| 27 février 2020 | Inter Milan                | 2 - 1   | Ludogorets Razgrad | Stade San Siro, Milan                                                      |                                                                            |
| 21h00 CET       | Biraghi 32e · Lukaku 45+4e | (2 - 1) | 26e Cauly          | Spectateurs : 0 Arbitrage : Daniel Siebert Arbitre vidéo : Bastian Dankert | Spectateurs : 0 Arbitrage : Daniel Siebert Arbitre vidéo : Bastian Dankert |
| 21h00 CET       | D'Ambrosio 22e             | Rapport | 70e Wanderson      | Spectateurs : 0 Arbitrage : Daniel Siebert Arbitre vidéo : Bastian Dankert | Spectateurs : 0 Arbitrage : Daniel Siebert Arbitre vidéo : Bastian Dankert |

| 20 février 2020 | Eintracht Francfort             | 4 - 1   | Red Bull Salzbourg        | Commerzbank-Arena, Francfort                                                       |                                                                                    |
| 18h55 CET       | Kamada 12e 43e 53e · Kostić 56e | (2 - 0) | 85e (pen.) Hwang Hee-chan | Spectateurs : 47 000 Arbitrage : Ali Palabıyık Arbitre vidéo : Massimiliano Irrati | Spectateurs : 47 000 Arbitrage : Ali Palabıyık Arbitre vidéo : Massimiliano Irrati |
| 18h55 CET       | Sow 83e                         | Rapport | 54e Adeyemi               | Spectateurs : 47 000 Arbitrage : Ali Palabıyık Arbitre vidéo : Massimiliano Irrati | Spectateurs : 47 000 Arbitrage : Ali Palabıyık Arbitre vidéo : Massimiliano Irrati |

| 28 février 2020 | Red Bull Salzbourg                           | 2 - 2   | Eintracht Francfort                     | Red Bull Arena, Salzbourg                                |                                                          |
| 18h00 CET       | Ulmer 10e · Onguéné 71e                      | (1 - 1) | 30e 83e Silva                           | Arbitrage : Benoît Bastien Arbitre vidéo : Benoît Millot | Arbitrage : Benoît Bastien Arbitre vidéo : Benoît Millot |
| 18h00 CET       | Koita 4e · Hwang Hee-chan 14e · Okafor 90+1e | Rapport | 26e Kamada · 59e Abraham · 89e Ilsanker | Arbitrage : Benoît Bastien Arbitre vidéo : Benoît Millot | Arbitrage : Benoît Bastien Arbitre vidéo : Benoît Millot |

| 20 février 2020 | Chakhtar Donetsk            | 2 - 1   | Benfica Lisbonne | Stade Metalist, Kharkiv                                                    |                                                                            |
| 18h55 CET       | Patrick 56e · Kovalenko 72e | (0 - 0) | 67e (pen.) Pizzi | Spectateurs : 24 429 Arbitrage : Bobby Madden Arbitre vidéo : Paul Tierney | Spectateurs : 24 429 Arbitrage : Bobby Madden Arbitre vidéo : Paul Tierney |
| 18h55 CET       |                             | Rapport | 90+5e Luís       | Spectateurs : 24 429 Arbitrage : Bobby Madden Arbitre vidéo : Paul Tierney | Spectateurs : 24 429 Arbitrage : Bobby Madden Arbitre vidéo : Paul Tierney |

| 27 février 2020 | Benfica Lisbonne                | 3 - 3   | Chakhtar Donetsk                              | Stade de Luz, Lisbonne                                                        |                                                                               |
| 21h00 CET       | Pizzi 9e · Dias 36e · Silva 47e | (2 - 1) | 12e (csc) Dias · 49e Stepanenko · 71e Patrick | Spectateurs : 48 302 Arbitrage : Björn Kuipers Arbitre vidéo : Pol van Boekel | Spectateurs : 48 302 Arbitrage : Björn Kuipers Arbitre vidéo : Pol van Boekel |
| 21h00 CET       | Silva 50e                       | Rapport | 43e Ismaily · 83e Taison · 87e Konoplyanka    | Spectateurs : 48 302 Arbitrage : Björn Kuipers Arbitre vidéo : Pol van Boekel | Spectateurs : 48 302 Arbitrage : Björn Kuipers Arbitre vidéo : Pol van Boekel |

| 20 février 2020 | VfL Wolfsburg                  | 2 - 1   | Malmö FF               | Volkswagen-Arena, Wolfsburg                                                  |                                                                              |
| 21h00 CET       | Brekalo 49e · Thelin 62e (csc) | (0 - 0) | 47e (pen.) Thelin      | Spectateurs : 13 801 Arbitrage : Gediminas Mažeika Arbitre vidéo : Paweł Gil | Spectateurs : 13 801 Arbitrage : Gediminas Mažeika Arbitre vidéo : Paweł Gil |
| 21h00 CET       | Gerhardt 43e · Mbabu 46e       | Rapport | 41e Safari · 70e Nalić | Spectateurs : 13 801 Arbitrage : Gediminas Mažeika Arbitre vidéo : Paweł Gil | Spectateurs : 13 801 Arbitrage : Gediminas Mažeika Arbitre vidéo : Paweł Gil |

| 27 février 2020 | Malmö FF | 0 - 3   | VfL Wolfsburg                                | Eleda Stadion, Malmö                                                          |                                                                               |
| 18h55 CET       |          | (0 - 1) | 42e Brekalo · 65e Gerhardt · 69e João Victor | Spectateurs : 20 500 Arbitrage : Willie Collum Arbitre vidéo : Chris Kavanagh | Spectateurs : 20 500 Arbitrage : Willie Collum Arbitre vidéo : Chris Kavanagh |
| 18h55 CET       | Rieks 5e | Rapport | 84e Brooks                                   | Spectateurs : 20 500 Arbitrage : Willie Collum Arbitre vidéo : Chris Kavanagh | Spectateurs : 20 500 Arbitrage : Willie Collum Arbitre vidéo : Chris Kavanagh |

| 20 février 2020 | AS Rome      | 1 - 0   | La Gantoise | Stade Olympique, Rome                                                           |                                                                                 |
| 21h00 CET       | Pérez 13e    | (1 - 0) |             | Spectateurs : 28 248 Arbitrage : Georgi Kabakov Arbitre vidéo : Jochem Kamphuis | Spectateurs : 28 248 Arbitrage : Georgi Kabakov Arbitre vidéo : Jochem Kamphuis |
| 21h00 CET       | Smalling 65e | Rapport | 35e Bezus   | Spectateurs : 28 248 Arbitrage : Georgi Kabakov Arbitre vidéo : Jochem Kamphuis | Spectateurs : 28 248 Arbitrage : Georgi Kabakov Arbitre vidéo : Jochem Kamphuis |

| 27 février 2020 | La Gantoise                                                                | 1 - 1   | AS Rome                       | Ghelamco Arena, Gand                                                                        |                                                                                             |
| 18h55 CET       | David 25e                                                                  | (1 - 1) | 29e Kluivert                  | Spectateurs : 17 557 Arbitrage : José María Sánchez Arbitre vidéo : Carlos del Cerro Grande | Spectateurs : 17 557 Arbitrage : José María Sánchez Arbitre vidéo : Carlos del Cerro Grande |
| 18h55 CET       | Bezus 28e · Depoitre 50e · Kums 83e · Mohammadi 90+3e · Odjidja-Ofoe 90+5e | Rapport | 42e Veretout · 62e Spinazzola | Spectateurs : 17 557 Arbitrage : José María Sánchez Arbitre vidéo : Carlos del Cerro Grande | Spectateurs : 17 557 Arbitrage : José María Sánchez Arbitre vidéo : Carlos del Cerro Grande |

| 20 février 2020 | Rangers FC               | 3 - 2   | SC Braga                  | Ibrox Stadium, Glasgow                                                                       |                                                                                              |
| 21h00 CET       | Hagi 67e 82e · Aribo 75e | (0 - 1) | 11e Fransérgio · 59e Ruiz | Spectateurs : 49 378 Arbitrage : Xavier Estrada Fernández Arbitre vidéo : José María Sánchez | Spectateurs : 49 378 Arbitrage : Xavier Estrada Fernández Arbitre vidéo : José María Sánchez |
| 21h00 CET       | Morelos 41e · Aribo 58e  | Rapport | 69e Galeno · 90+5e Silva  | Spectateurs : 49 378 Arbitrage : Xavier Estrada Fernández Arbitre vidéo : José María Sánchez | Spectateurs : 49 378 Arbitrage : Xavier Estrada Fernández Arbitre vidéo : José María Sánchez |

| 26 février 2020 | SC Braga                            | 0 - 1   | Rangers FC  | Stade municipal de Braga, Braga                                                |                                                                                |
| 18h00 CET       |                                     | (0 - 0) | 61e Kent    | Spectateurs : 18 113 Arbitrage : Andreas Ekberg Arbitre vidéo : Danny Makkelie | Spectateurs : 18 113 Arbitrage : Andreas Ekberg Arbitre vidéo : Danny Makkelie |
| 18h00 CET       | Carmo 47e · Esgaio 89e · Ruiz 90+4e | Rapport | 73e Kamberi | Spectateurs : 18 113 Arbitrage : Andreas Ekberg Arbitre vidéo : Danny Makkelie | Spectateurs : 18 113 Arbitrage : Andreas Ekberg Arbitre vidéo : Danny Makkelie |

## Huitièmes de finale
| Équipe              | Aller | Total | Retour | Équipe                  |
| ------------------- | ----- | ----- | ------ | ----------------------- |
| Istanbul Başakşehir | 1 - 0 | 1 - 3 | 0 - 3  | FC Copenhague           |
| Olympiakos          | 1 - 1 | 1 - 2 | 0 - 1  | Wolverhampton Wanderers |
| Rangers FC          | 1 - 3 | 1 - 4 | 0 - 1  | Bayer Leverkusen        |
| VfL Wolfsburg       | 1 - 2 | 1 - 5 | 0 - 3  | Chakhtar Donetsk        |
| Eintracht Francfort | 0 - 3 | 0 - 4 | 0 - 1  | FC Bâle                 |
| LASK                | 0 - 5 | 1 - 7 | 1 - 2  | Manchester United       |

| Club        | Score | Club      |
| ----------- | ----- | --------- |
| Inter Milan | 2 - 0 | Getafe CF |
| Séville FC  | 2 - 0 | AS Rome   |

| 12 mars 2020 | Istanbul Başakşehir                         | 1 - 0   | FC Copenhague | Stade Fatih-Terim de Başakşehir, Istanbul                                      |                                                                                |
| 18h55 CET    | Višća 88e (pen.)                            | (0 - 0) |               | Spectateurs : 12 205 Arbitrage : William Collum Arbitre vidéo : Chris Kavanagh | Spectateurs : 12 205 Arbitrage : William Collum Arbitre vidéo : Chris Kavanagh |
| 18h55 CET    | Kahveci 4e · Crivelli 60e · Okechukwu 90+3e | Rapport | 4e Santos     | Spectateurs : 12 205 Arbitrage : William Collum Arbitre vidéo : Chris Kavanagh | Spectateurs : 12 205 Arbitrage : William Collum Arbitre vidéo : Chris Kavanagh |

| 5 août 2020 | FC Copenhague                 | 3 - 0   | Istanbul Başakşehir | Parken Stadium, Copenhague                                                     |                                                                                |
| 18h55       | Wind 4e 52e (pen.) · Falk 62e | (1 - 0) |                     | Spectateurs : 0 Arbitrage : Daniele Orsato Arbitre vidéo : Massimiliano Irrati | Spectateurs : 0 Arbitrage : Daniele Orsato Arbitre vidéo : Massimiliano Irrati |
| 18h55       | Bartolec 88e                  | Rapport | 84e Elia            | Spectateurs : 0 Arbitrage : Daniele Orsato Arbitre vidéo : Massimiliano Irrati | Spectateurs : 0 Arbitrage : Daniele Orsato Arbitre vidéo : Massimiliano Irrati |

| 12 mars 2020 | Olympiakos          | 1 - 1   | Wolverhampton Wanderers             | Stade Karaïskakis, Le Pirée                                                  |                                                                              |
| 21h00 CET    | El-Arabi 54e        | (0 - 0) | 67e Neto                            | Spectateurs : 0 Arbitrage : Clément Turpin Arbitre vidéo : François Letexier | Spectateurs : 0 Arbitrage : Clément Turpin Arbitre vidéo : François Letexier |
| 21h00 CET    | Semedo 29e · Sá 90e | Rapport | 8e Doherty · 38e Coady · 90+1e Neto | Spectateurs : 0 Arbitrage : Clément Turpin Arbitre vidéo : François Letexier | Spectateurs : 0 Arbitrage : Clément Turpin Arbitre vidéo : François Letexier |

| 6 août 2020 | Wolverhampton Wanderers                    | 1 - 0   | Olympiakos                            | Molineux Stadium, Wolverhampton                                        |                                                                        |
| 21h00 CET   | Jiménez 9e (pen.)                          | (1 - 0) |                                       | Spectateurs : 0 Arbitrage : Szymon Marciniak Arbitre vidéo : Paweł Gil | Spectateurs : 0 Arbitrage : Szymon Marciniak Arbitre vidéo : Paweł Gil |
| 21h00 CET   | Moutinho 38e · Podence 71e · Jiménez 90+4e | Rapport | 45+1e Tsimíkas · 45+4e Ba · 75e Cissé | Spectateurs : 0 Arbitrage : Szymon Marciniak Arbitre vidéo : Paweł Gil | Spectateurs : 0 Arbitrage : Szymon Marciniak Arbitre vidéo : Paweł Gil |

| 12 mars 2020 | Rangers FC                          | 1 - 3   | Bayer Leverkusen                                    | Ibrox Stadium, Glasgow                                                             |                                                                                    |
| 21h00 CET    | Edmundson 75e                       | (0 - 1) | 37e (pen.) Havertz · 67e Aránguiz · 88e Bailey      | Spectateurs : 47 494 Arbitrage : Szymon Marciniak Arbitre vidéo : Paweł Raczkowski | Spectateurs : 47 494 Arbitrage : Szymon Marciniak Arbitre vidéo : Paweł Raczkowski |
| 21h00 CET    | Kamara 20e · Arfield 73e · Kent 79e | Rapport | 29e Demirbay · 77e Wendell · 81e Weiser · 86e Diaby | Spectateurs : 47 494 Arbitrage : Szymon Marciniak Arbitre vidéo : Paweł Raczkowski | Spectateurs : 47 494 Arbitrage : Szymon Marciniak Arbitre vidéo : Paweł Raczkowski |

| 6 août 2020 | Bayer Leverkusen                | 1 - 0   | Rangers FC            | BayArena, Leverkusen                                                       |                                                                            |
| 18h55 CET   | Diaby 51e                       | (0 - 0) |                       | Spectateurs : 0 Arbitrage : Danny Makkelie Arbitre vidéo : Jochem Kamphuis | Spectateurs : 0 Arbitrage : Danny Makkelie Arbitre vidéo : Jochem Kamphuis |
| 18h55 CET   | Aránguiz 14e · Sinkgraven 45+2e | Rapport | 53e Barker · 67e Hagi | Spectateurs : 0 Arbitrage : Danny Makkelie Arbitre vidéo : Jochem Kamphuis | Spectateurs : 0 Arbitrage : Danny Makkelie Arbitre vidéo : Jochem Kamphuis |

| 12 mars 2020 | VfL Wolfsburg                           | 1 - 2   | Chakhtar Donetsk         | Volkswagen-Arena, Wolfsburg                                                             |                                                                                         |
| 21h00 CET    | Brooks 48e                              | (0 - 1) | 17e Moraes · 73e Antônio | Spectateurs : 0 Arbitrage : Damir Skomina Arbitre vidéo : Alejandro Hernández Hernández | Spectateurs : 0 Arbitrage : Damir Skomina Arbitre vidéo : Alejandro Hernández Hernández |
| 21h00 CET    | Weghorst 18e · Steffen 56e · Brooks 71e | Rapport |                          | Spectateurs : 0 Arbitrage : Damir Skomina Arbitre vidéo : Alejandro Hernández Hernández | Spectateurs : 0 Arbitrage : Damir Skomina Arbitre vidéo : Alejandro Hernández Hernández |

| 5 août 2020 | Chakhtar Donetsk                 | 3 - 0   | VfL Wolfsburg                               | Stade olympique, Kiev                                                      |                                                                            |
| 18h55 CET   | Moraes 89e 90+3e · Solomon 90+1e | (0 - 0) |                                             | Spectateurs : 0 Arbitrage : Ivan Kružliak Arbitre vidéo : Andris Treimanis | Spectateurs : 0 Arbitrage : Ivan Kružliak Arbitre vidéo : Andris Treimanis |
| 18h55 CET   | Kryvtsov 59e · Khocholava 68e    | Rapport | 57e, 70e Brooks · 71e Schlager · 87e Arnold | Spectateurs : 0 Arbitrage : Ivan Kružliak Arbitre vidéo : Andris Treimanis | Spectateurs : 0 Arbitrage : Ivan Kružliak Arbitre vidéo : Andris Treimanis |

| 5 août 2020 | Inter Milan              | 2 - 0   | Getafe CF    | Veltins-Arena, Gelsenkirchen                                              |                                                                           |
| 21h00 CET   | Lukaku 33e · Eriksen 83e | (1 - 0) |              | Spectateurs : 0 Arbitrage : Anthony Taylor Arbitre vidéo : Stuart Attwell | Spectateurs : 0 Arbitrage : Anthony Taylor Arbitre vidéo : Stuart Attwell |
| 21h00 CET   |                          | Rapport | 90+1e Suárez | Spectateurs : 0 Arbitrage : Anthony Taylor Arbitre vidéo : Stuart Attwell | Spectateurs : 0 Arbitrage : Anthony Taylor Arbitre vidéo : Stuart Attwell |

| 6 août 2020 | Séville FC                      | 2 - 0   | AS Rome                                             | Schauinsland-Reisen-Arena, Duisbourg                                     |                                                                          |
| 18h55       | Reguilón 22e · En-Nesyri 44e    | (2 - 0) |                                                     | Spectateurs : 0 Arbitrage : Björn Kuipers Arbitre vidéo : Pol van Boekel | Spectateurs : 0 Arbitrage : Björn Kuipers Arbitre vidéo : Pol van Boekel |
| 18h55       | Diego Carlos 61e · Jordán 90+2e | Rapport | 45+3e Kolarov · 86e Lo. Pellegrini · 90+10e Mancini | Spectateurs : 0 Arbitrage : Björn Kuipers Arbitre vidéo : Pol van Boekel | Spectateurs : 0 Arbitrage : Björn Kuipers Arbitre vidéo : Pol van Boekel |

| 12 mars 2020 | Eintracht Francfort | 0 - 3   | FC Bâle                               | Commerzbank-Arena, Francfort-sur-le-Main                                  |                                                                           |
| 18h55 CET    |                     | (0 - 1) | 27e Campo · 73e Bua · 85e Frei        | Spectateurs : 0 Arbitrage : Andreas Ekberg Arbitre vidéo : Pol van Boekel | Spectateurs : 0 Arbitrage : Andreas Ekberg Arbitre vidéo : Pol van Boekel |
| 18h55 CET    | Sow 23e             | Rapport | 11e Campo · 53e Cömert · 76e Alderete | Spectateurs : 0 Arbitrage : Andreas Ekberg Arbitre vidéo : Pol van Boekel | Spectateurs : 0 Arbitrage : Andreas Ekberg Arbitre vidéo : Pol van Boekel |

| 6 août 2020 | FC Bâle    | 1 - 0   | Eintracht Francfort     | Parc Saint-Jacques, Bâle                                                                      |                                                                                               |
| 21h00 CET   | Frei 88e   | (0 - 0) |                         | Spectateurs : 0 Arbitrage : Antonio Mateu Lahoz Arbitre vidéo : Alejandro Hernández Hernández | Spectateurs : 0 Arbitrage : Antonio Mateu Lahoz Arbitre vidéo : Alejandro Hernández Hernández |
| 21h00 CET   | Cömert 25e | Rapport | 33e Kohr · 80e Chandler | Spectateurs : 0 Arbitrage : Antonio Mateu Lahoz Arbitre vidéo : Alejandro Hernández Hernández | Spectateurs : 0 Arbitrage : Antonio Mateu Lahoz Arbitre vidéo : Alejandro Hernández Hernández |

| 12 mars 2020 | LASK                                                  | 0 - 5   | Manchester United                                                   | Linzer Stadion, Linz                                                        |                                                                             |
| 18h55 CET    |                                                       | (0 - 1) | 28e Ighalo · 58e James · 82e Mata · 90+2e Greenwood · 90+3e Pereira | Spectateurs : 0 Arbitrage : Artur Soares Dias Arbitre vidéo : Tiago Martins | Spectateurs : 0 Arbitrage : Artur Soares Dias Arbitre vidéo : Tiago Martins |
| 18h55 CET    | Trauner 33e · Klauss 39e · Ramsebner 59e · Reiter 90e | Rapport | 47e Shaw                                                            | Spectateurs : 0 Arbitrage : Artur Soares Dias Arbitre vidéo : Tiago Martins | Spectateurs : 0 Arbitrage : Artur Soares Dias Arbitre vidéo : Tiago Martins |

| 5 août 2020 | Manchester United         | 2 - 1   | LASK          | Old Trafford, Manchester                                                    |                                                                             |
| 21h00 CET   | Lingard 57e · Martial 88e | (0 - 0) | 55e Wiesinger | Spectateurs : 0 Arbitrage : Tasos Sidiropoulos Arbitre vidéo : Paolo Valeri | Spectateurs : 0 Arbitrage : Tasos Sidiropoulos Arbitre vidéo : Paolo Valeri |
| 21h00 CET   | McTominay 39e             | Rapport | 35e Michorl   | Spectateurs : 0 Arbitrage : Tasos Sidiropoulos Arbitre vidéo : Paolo Valeri | Spectateurs : 0 Arbitrage : Tasos Sidiropoulos Arbitre vidéo : Paolo Valeri |

## Quarts de finale
| Club                    | Score   | Club             |
| ----------------------- | ------- | ---------------- |
| Chakhtar Donetsk        | 4 - 1   | FC Bâle          |
| Manchester United       | 1 - 0ap | FC Copenhague    |
| Inter Milan             | 2 - 1   | Bayer Leverkusen |
| Wolverhampton Wanderers | 0 - 1   | Séville FC       |

| 11 août 2020 | Chakhtar Donetsk                                       | 4 - 1   | FC Bâle               | Veltins-Arena, Gelsenkirchen                                            |                                                                         |
| 21h00 CET    | Moraes 2e · Taison 22e · Patrick 75e (pen.) · Dodô 88e | (2 - 0) | 90+2e van Wolfswinkel | Spectateurs : 0 Arbitrage : Michael Oliver Arbitre vidéo : Craig Pawson | Spectateurs : 0 Arbitrage : Michael Oliver Arbitre vidéo : Craig Pawson |
| 21h00 CET    | Patrick 52e · Bondar 87e                               | Rapport | 26e Frei · 64e Cabral | Spectateurs : 0 Arbitrage : Michael Oliver Arbitre vidéo : Craig Pawson | Spectateurs : 0 Arbitrage : Michael Oliver Arbitre vidéo : Craig Pawson |

| 10 août 2020 | Manchester United        | 1 - 0 ap              | FC Copenhague                          | RheinEnergieStadion, Cologne                                                 |                                                                              |
| 21h00 CET    | Fernandes 95e (pen.)     | (0 - 0, 0 - 0, 1 - 0) |                                        | Spectateurs : 0 Arbitrage : Clément Turpin Arbitre vidéo : François Letexier | Spectateurs : 0 Arbitrage : Clément Turpin Arbitre vidéo : François Letexier |
| 21h00 CET    | Maguire 62e · Bailly 63e | Rapport               | 75e Kaufmann · 77e Stage · 105+3e Zeca | Spectateurs : 0 Arbitrage : Clément Turpin Arbitre vidéo : François Letexier | Spectateurs : 0 Arbitrage : Clément Turpin Arbitre vidéo : François Letexier |

| 10 août 2020 | Inter Milan                                  | 2 - 1   | Bayer Leverkusen                          | Merkur Spiel-Arena, Düsseldorf                                                          |                                                                                         |
| 21h00 CET    | Barella 15e · Lukaku 21e                     | (2 - 1) | 24e Havertz                               | Spectateurs : 0 Arbitrage : Carlos del Cerro Grande Arbitre vidéo : Alejandro Hernández | Spectateurs : 0 Arbitrage : Carlos del Cerro Grande Arbitre vidéo : Alejandro Hernández |
| 21h00 CET    | D'Ambrosio 31e · Eriksen 85e · Barella 90+7e | Rapport | 43e Sinkgraven · 48e Bender · 87e Tapsoba | Spectateurs : 0 Arbitrage : Carlos del Cerro Grande Arbitre vidéo : Alejandro Hernández | Spectateurs : 0 Arbitrage : Carlos del Cerro Grande Arbitre vidéo : Alejandro Hernández |

| 11 août 2020 | Wolverhampton Wanderers | 0 - 1   | Séville FC  | Schauinsland-Reisen-Arena, Duisbourg                                           |                                                                                |
| 21h00 CET    |                         | (0 - 0) | 88e Ocampos | Spectateurs : 0 Arbitrage : Daniele Orsato Arbitre vidéo : Massimiliano Irrati | Spectateurs : 0 Arbitrage : Daniele Orsato Arbitre vidéo : Massimiliano Irrati |
| 21h00 CET    | Saïss 49e · Neves 90+1e | Rapport | 11e Carlos  | Spectateurs : 0 Arbitrage : Daniele Orsato Arbitre vidéo : Massimiliano Irrati | Spectateurs : 0 Arbitrage : Daniele Orsato Arbitre vidéo : Massimiliano Irrati |

## Demi-finales
| Club        | Score | Club              |
| ----------- | ----- | ----------------- |
| Séville FC  | 2 - 1 | Manchester United |
| Inter Milan | 5 - 0 | Chakhtar Donetsk  |

| 16 août 2020 | Séville FC                  | 2 - 1   | Manchester United                         | RheinEnergieStadion, Cologne                                            |                                                                         |
| 21h00 CET    | Suso 26e · de Jong 78e      | (1 - 1) | 9e (pen.) Fernandes                       | Spectateurs : 0 Arbitrage : Felix Brych Arbitre vidéo : Bastian Dankert | Spectateurs : 0 Arbitrage : Felix Brych Arbitre vidéo : Bastian Dankert |
| 21h00 CET    | Carlos 21e · El Haddadi 86e |         | 17e Williams · 66e Rashford · 86e Maguire | Spectateurs : 0 Arbitrage : Felix Brych Arbitre vidéo : Bastian Dankert | Spectateurs : 0 Arbitrage : Felix Brych Arbitre vidéo : Bastian Dankert |

| 17 août 2020 | Inter Milan                                        | 5 - 0   | Chakhtar Donetsk | Merkur Spiel-Arena, Düsseldorf                                         |                                                                        |
| 21h00 CET    | Martínez 19e 74e · D'Ambrosio 64e · Lukaku 78e 83e | (1 - 0) |                  | Spectateurs : 0 Arbitrage : Szymon Marciniak Arbitre vidéo : Paweł Gil | Spectateurs : 0 Arbitrage : Szymon Marciniak Arbitre vidéo : Paweł Gil |
| 21h00 CET    |                                                    | Rapport | 58e Taison       | Spectateurs : 0 Arbitrage : Szymon Marciniak Arbitre vidéo : Paweł Gil | Spectateurs : 0 Arbitrage : Szymon Marciniak Arbitre vidéo : Paweł Gil |

## Finale
La finale devait être jouée le mercredi 27 mai 2020 au Stade Energa de Gdansk en Pologne. Elle est reportée au vendredi 21 août 2020 et se tient au RheinEnergieStadion de Cologne, en Allemagne.
| 21 août 2020 | Séville FC                         | 3 - 2   | Inter Milan                                 | RheinEnergieStadion, Cologne                                               |                                                                            |
| 21h00 CET    | de Jong 12e 33e · Lukaku 74e (csc) | (2 - 2) | 5e (pen.) Lukaku · 35e Godín                | Spectateurs : 0 Arbitrage : Danny Makkelie Arbitre vidéo : Jochem Kamphuis | Spectateurs : 0 Arbitrage : Danny Makkelie Arbitre vidéo : Jochem Kamphuis |
| 21h00 CET    | Carlos 4e · Banega 45e             |         | 41e Barella · 55e Bastoni · 73e Gagliardini | Spectateurs : 0 Arbitrage : Danny Makkelie Arbitre vidéo : Jochem Kamphuis | Spectateurs : 0 Arbitrage : Danny Makkelie Arbitre vidéo : Jochem Kamphuis |